# Star Wars: Rise to Power
Star Wars: Rise to Power est un jeu vidéo annulé de stratégie mobile édité par Electronic Arts. Le jeu a été annoncé le 15 août 2017. Depuis juin 2019, le jeu est en test pré-alpha fermé pour les utilisateurs d'Android.